# Vatovlje
Vatovlje – wieś w Słowenii, w gminie Divača. W 2018 roku liczyła 19 mieszkańców.